# Itacurubi (kommun i Brasilien)
Itacurubi är en kommun i Brasilien.   Den ligger i delstaten Rio Grande do Sul, i den södra delen av landet, 1 600 km sydväst om huvudstaden Brasília. Antalet invånare är 3 441. Arean är 1 121 kvadratkilometer.
Terrängen i Itacurubi är platt åt nordväst, men åt sydost är den kuperad.
Trakten runt Itacurubi består i huvudsak av gräsmarker. Runt Itacurubi är det mycket glesbefolkat, med 3 invånare per kvadratkilometer.